# 福岡連隊区
福岡連隊区（ふくおかれんたいく）は、大日本帝国陸軍の連隊区の一つ。前身は福岡大隊区、久留米連隊区（第一次）である。福岡県の一部または同県全域の徴兵・召集等兵事事務を取り扱った。実務は福岡連隊区司令部が執行した。佐賀県の全域または一部、長崎県の一部を管轄した時期もあった。1945年（昭和20年）、同域に福岡地区司令部が設けられ、地域防衛体制を担任した。

## 沿革
1888年（明治21年）5月14日、大隊区司令部条例（明治21年勅令第29号）によって福岡大隊区が設けられ、陸軍管区表（明治21年勅令第32号）により福岡県の一部が管轄区域に定められた。第6師管第12旅管に属した。
1890年（明治23年）5月20日、管轄区域の変更が行われた。
1896年（明治29年）4月1日、福岡大隊区は連隊区司令部条例（明治29年勅令第56号）によって久留米連隊区（第一次）に改組され、旅管が廃止となり第12師管に属した。1897年（明治30年）4月1日、名称を福岡連隊区に改称した。1898年（明治31年）4月1日、司令部は福岡市洲崎裏町旧砲台跡の新築庁舎に移転した。
1903年（明治36年）2月14日、陸軍管区表が改正され、再び旅管が採用され連隊区は第12師管第23旅管に属した。また、佐賀連隊区の廃止などにより管轄区域に佐賀県全域が含まれた。
日本陸軍の内地19個師団体制に対応するため陸軍管区表が改正（明治40年9月17日軍令陸第3号）となり、1907年10月1日、第12師管第35旅管に属し、佐賀連隊区の再設置などにより管轄区域が変更された。
1925年（大正14年）4月6日、日本陸軍の第三次軍備整理に伴い陸軍管区表が改正（大正14年軍令陸第2号）され、同年5月1日、旅管は廃され引き続き第12師管の所属となり、管轄区域が変更された。
1940年（昭和15年）8月1日、福岡連隊区は西部軍管区久留米師管に属することとなった。1941年（昭和16年）11月1日、小倉連隊区が廃止され、その旧管轄区域と佐賀連隊区の福岡県区域を編入して、福岡県全域を管轄とした。
1945年には作戦と軍政の分離が進められ、軍管区・師管区に司令部が設けられたのに伴い、同年3月24日、連隊区の同域に地区司令部が設けられた。地区司令部の司令官以下要員は連隊区司令部人員の兼任である。同年4月1日、久留米師管は久留米師管区と改称された。

## 管轄区域の変遷
1888年5月14日、陸軍管区表（明治21年勅令第32号）が制定され、福岡大隊区の管轄区域は次のとおり定められた。
- 福岡県

福岡区・糟屋郡・宗像郡・鞍手郡・遠賀郡・嘉麻郡・穂波郡・上座郡・下座郡・夜須郡・竹野郡・那珂郡・御笠郡・席田郡・怡土郡・志摩郡・早良郡・御井郡・御原郡・山本郡・生葉郡
1890年5月20日、管轄区域が変更され、佐賀大隊区から上妻郡・下妻郡を編入し、遠賀郡を小倉大隊区へ移管した。また、福岡区を福岡市に変更し、久留米市を加えた。
1896年4月1日、久留米連隊区へ改組された際に管轄区域の変更はなかったが、郡制施行による郡の統廃合により陸軍管区表が改正（明治29年12月4日勅令第381号）され、1897年（明治30年）4月1日に名称を福岡連隊区に改称した。また管轄区域も、嘉麻郡・穂波郡を嘉穂郡に、上座郡・下座郡・夜須郡を朝倉郡に、竹野郡・生葉郡を浮羽郡に、那珂郡・御笠郡・席田郡を筑紫郡に、怡土郡・志摩郡を糸島郡に、御井郡・御原郡・山本郡を三井郡に、上妻郡・下妻郡を八女郡に変更した。変更後の管轄区域は次のとおり。
- 福岡県

福岡市・糟屋郡・宗像郡・鞍手郡・嘉穂郡・朝倉郡・浮羽郡・筑紫郡・糸島郡・早良郡・三井郡・久留米市・八女郡
1898年（明治31年）4月1日、管轄区域が変更され、三井郡・久留米市を佐賀連隊区へ移管し、佐賀連隊区から山門郡・三池郡を編入した。
1903年2月14日、佐賀連隊区が廃止され管轄区域が次のとおり変更された。福岡県鞍手郡・嘉穂郡・朝倉郡・浮羽郡を小倉連隊区へ、八女郡・山門郡・三池郡を久留米連隊区へ移管した。また旧佐賀連隊区から佐賀県全域を編入した。
- 福岡県

福岡市・糟屋郡・宗像郡・筑紫郡・糸島郡・早良郡
- 佐賀県

全県
1907年10月1日、佐賀連隊区の再設置などに伴い、管轄区域を次のとおり変更した。福岡県宗像郡を小倉連隊区へ移管し、同連隊区から朝倉郡を編入した。また、佐賀県区域の佐賀市・佐賀郡・小城郡・杵島郡・藤津郡を佐賀連隊区へ、三養基郡・神埼郡を久留米連隊区へ移管した。
- 福岡県

福岡市・糟屋郡・筑紫郡・早良郡・糸島郡・朝倉郡
- 佐賀県

東松浦郡・西松浦郡
1913年（大正2年）12月1日、長崎県壱岐郡を大村連隊区から編入。1920年（大正9年）8月10日、福岡県宗像郡を小倉連隊区から編入し、朝倉郡を久留米連隊区へ移管した。また、旧対馬警備隊区から長崎県上県郡・下県郡を編入した。この時点での管轄区域は次のとおり。
- 福岡県

福岡市・筑紫郡・早良郡・糸島郡・糟屋郡・宗像郡
- 佐賀県

東松浦郡・西松浦郡
- 長崎県

壱岐郡・上県郡・下県郡
1925年5月1日、陸軍管区表の改正に伴い、福岡県区域は小倉連隊区から嘉穂郡・鞍手郡を、朝倉郡を久留米連隊区から編入した。また、佐賀県区域は久留米連隊区へ、長崎県区域は大村連隊区へ移管した。変更後の管轄区域は次のとおり。
- 福岡県

福岡市・筑紫郡・早良郡・糸島郡・糟屋郡・嘉穂郡・鞍手郡・宗像郡・朝倉郡
1931年（昭和6年）1月1日、管轄区域に直方市を、1932年（昭和7年）5月20日に飯塚市を加えた。
1941年11月1日、小倉連隊区が廃止され、その旧管轄区域を福岡連隊区に編入し、さらに佐賀連隊区の福岡県区域を編入して福岡県全域の管轄となった。その後、廃止されるまで変更されなかった。

## 司令官
福岡大隊区
- （心得）大久保誠知 歩兵大尉：1888年5月14日[19] -

福岡連隊区
- 仙波種艶 工兵少佐：不詳 - 1898年9月3日
- 伊集院兼雄 工兵少佐：1898年9月3日 - 1902年12月15日
- 弘岡雷次郎 歩兵少佐：1902年12月15日 - 1912年3月5日
- 鵜飼素行 歩兵中佐：1912年3月5日 - 1915年10月4日
- 磯矢郁造 歩兵中佐：1915年10月4日 - 1916年11月15日
- 浅野丈夫 歩兵大佐：1916年11月15日 - 1918年7月24日[20]
- 星野胞治 歩兵中佐：1918年7月24日[20] - 1921年7月20日[21]
- 矢賀正之 歩兵中佐：1921年7月20日[21] - 1923年8月6日[22]
- 永嶋金四郎 歩兵大佐：1923年8月6日[22] -
- 渋谷勝之助 歩兵大佐：不詳 - 1924年12月15日[23]
- 鏡山巌 歩兵大佐： 1924年12月15日[23] -
- 早川止 歩兵大佐：不詳 - 1932年8月8日[24]
- 石川房三 歩兵大佐：1932年8月8日[24] -
- 徳永乾堂 歩兵大佐：1934年3月5日[25] -
- 萩原正秀 歩兵大佐：1936年3月7日[26]
- 池ノ上賢吉 歩兵大佐：1937年12月28日 - 1939年8月1日[27]
- 若松平治 予備役陸軍少将：不詳 - 1944年7月8日[28]
- 大熊貞雄 予備役陸軍少将：1944年7月8日[28] - 1945年3月31日[29]

福岡連隊区兼福岡地区司令官
- 田尻利雄 予備役陸軍中将：1945年3月31日[29] -

福岡連隊区
- 内野宇一 陸軍少将：1945年10月18日[30] -